# Ephyrodes jurgiosa
Ephyrodes jurgiosa är en fjärilsart som beskrevs av Walker 1858. Ephyrodes jurgiosa ingår i släktet Ephyrodes och familjen nattflyn. Inga underarter finns listade i Catalogue of Life.